# Dusona baueri
Dusona baueri là một loài tò vò trong họ Ichneumonidae.